# Михайлівка (Любашівська селищна громада)
Миха́йлівка — село Любашівської селищної громади Подільського району Одеської області України. Населення становить 273 осіб. Герб села є промовистим.

## З історії
Колишній орган місцевого самоуправління — Маловасилівська сільська рада.
12 червня 2020 року, відповідно до Розпорядження Кабінету Міністрів України від № 724-р «Про визначення адміністративних центрів та затвердження територій територіальних громад Одеської області», увійшло до складу Любашівської селищної громади.
19 липня 2020 року, в результаті адміністративно-територіальної реформи і ліквідації Любашівського району, село увійшло до складу новоутвореного Подільського району.

## Населення
Згідно з переписом УРСР 1989 року чисельність наявного населення села становила 301 особа, з яких 140 чоловіків та 161 жінка.
За переписом населення України 2001 року в селі мешкали 273 особи.

### Мова
Розподіл населення за рідною мовою за даними перепису 2001 року:
| Мова       | Відсоток |
| ---------- | -------- |
| українська | 94,87 %  |
| молдовська | 2,56 %   |
| російська  | 1,83 %   |
| інші       | 0,74 %   |